# Nandyal

Nandyal är en stad i delstaten Andhra Pradesh i Indien, och tillhör distriktet Kurnool. Folkmängden uppgick till 200 516 invånare vid folkräkningen 2011, med förorter 211 424 invånare.